# لیگ دسته اول فوتبال ترکیه
 لیگ دسته اول فوتبال ترکیه (به ترکی استانبولی: 1. Lig) پس از سوپر لیگ فوتبال ترکیه برترین لیگ فوتبال مردان، در کشور ترکیه است.
این لیگ در ۲۰۰۱ میلادی بنیان‌گذاری شده‌است.